# Tibble herrgård
Tibble herrgård är en gård i Tibble utanför Leksand, Dalarna. Gården uppfördes på platsen 1836 av majoren Carl Johan Fahnehjelm. Under åren 1907-1935 användes gården till viss pensionatsverksamhet. Därefter köpte konstnären Sam Uhrdin gården och lät riva vissa delar som använts i pensionatsverksamheten. Gården är idag uthyrd som privatbostad.